# Павли (Вармінсько-Мазурське воєводство)
Павли (пол. Pawły, нім. Paulen) — село в Польщі, у гміні Пененжно Браневського повіту Вармінсько-Мазурського воєводства.
Населення — 23 особи (2011).
У 1975-1998 роках село належало до Ельблонзького воєводства.

## Демографія
Демографічна структура станом на 31 березня 2011 року:
|          | Загалом | Допрацездатний вік | Працездатний вік | Постпрацездатний вік |
| -------- | ------- | ------------------ | ---------------- | -------------------- |
| Чоловіки | 10      | 4                  | 6                | 0                    |
| Жінки    | 13      | 3                  | 4                | 6                    |
| Разом    | 23      | 7                  | 10               | 6                    |